# Municipio de Rockford (Nebraska)
El municipio de Rockford (en inglés: Rockford Township) es un municipio ubicado en el condado de Gage en el estado estadounidense de Nebraska. En el año 2010 tenía una población de 290 habitantes y una densidad poblacional de 3,12 personas por km².

## Geografía
El municipio de Rockford se encuentra ubicado en las coordenadas 40°12′51″N 96°38′4″O / 40.21417, -96.63444. Según la Oficina del Censo de los Estados Unidos, el municipio tiene una superficie total de 93.03 km², de la cual 91,38 km² corresponden a tierra firme y (1,77 %) 1,64 km² es agua.

## Demografía
Según el censo de 2010, había 290 personas residiendo en el municipio de Rockford. La densidad de población era de 3,12 hab./km². De los 290 habitantes, el municipio de Rockford estaba compuesto por el 98,28 % blancos, el 0,34 % eran afroamericanos, el 0,34 % eran asiáticos, el 0,34 % eran isleños del Pacífico y el 0,69 % eran de una mezcla de razas. Del total de la población el 0 % eran hispanos o latinos de cualquier raza.